# Mathilde I van Bourbon
Mathilde I van Bourbon ook bekend als Mahaut van Bourbon (circa 1165 — Montlaux, 18 juni 1228) was van 1171 tot aan haar dood vrouwe van Bourbon.

## Levensloop
Mathilde was de dochter van Archimbald van Bourbon en Adelheid van Bourgondië (1146-1209), dochter van hertog Odo II van Bourgondië. Haar vader, erfgenaam van de heerlijkheid Bourbon, stierf in 1167 zonder deze heerlijkheid ooit te erven. Nadat haar grootvader langs vaderskant Archimbald VII in 1171 overleed, volgde Mathilde hem als enig overlevend kleinkind op als vrouwe van Bourbon.
Vóór het jaar 1183 huwde ze met Wouter IV van Vienne, heer van Salins. Na diens terugkeer van de Derde Kruistocht begon het echtpaar te ruziën en aan het einde van het huwelijk werd Wouter gewelddadig, zodat Mathilde naar de landgoederen van haar grootmoeder van moederskant in Champagne vluchtte. Na haar aankomst in Champagne vroeg ze aan paus Celestinus III de toestemming om van haar echtgenoot te scheiden met als argument dat zij en Wouter nauwe verwanten waren en het huwelijk daardoor ongeldig was. Na onderzoek ontdekte men dat Mathilde en Wouter neef en nicht in de derde graad waren, aangezien hun gezamenlijke betovergrootvader graaf Willem II van Bourgondië was. Daarom kreeg Mathilde van de paus de toestemming om te scheiden. 
Na haar scheiding hertrouwde Mathilde in september 1196 met heer Gwijde II van Dampierre. In 1228, twaalf jaar na het overlijden van haar echtgenoot, stierf Mathilde. Na haar dood claimde haar dochter uit haar eerste huwelijk, Margaretha, de heerlijkheid Bourbon. Gwijde II had Margaretha aanvankelijk als erfgename erkend, maar later erkende hij zijn tweede zoon Archimbald VIII als erfgenaam. Uiteindelijk ging de heerlijkheid Bourbon naar Archimbald VIII.

## Nakomelingen
Mathilde en haar eerste echtgenoot Wouter IV van Vienne kregen een dochter:
- Margaretha (circa 1190/1195 - 1259), huwde met Willem III van Forcalquier en daarna met heer Joceran van Brancion

Mathilde en haar tweede echtgenoot Gwijde II van Dampierre kregen de volgende kinderen:
- Willem II (1196-1231), heer van Dampierre
- Archimbald VIII (1197-1242), heer van Bourbon
- Philippa (overleden in 1223), huwde in 1205 met graaf Gwijde IV van Forez
- Gwijde III (overleden in 1275)
- Maria, huwde rond 1201 met heer Hervé van Vierzon en daarna in 1220 met heer Hendrik I van Sully
- Johanna
- Margaretha